# Великі Юначки (зупинний пункт)
Вели́кі Юначки́ (раніше — Малі Юначки) — пасажирський зупинний пункт Жмеринської дирекції Південно-Західної залізниці.
Розташований біля села Малі Юначки Красилівського району Хмельницької області на лінії Шепетівка — Старокостянтинів I між станціями Чотирбоки (27 км) та Антоніни (7 км). Відстань до ст. Шепетівка — 51 км, до ст. Старокостянтинів I — 19 км.
Відкритий у 2000-их роках.